# من آزادم (ترانه پاریس هیلتون و رینا ساوایاما)
«من آزادم» (به انگلیسی: I'm Free) ترانه‌ای از خوانندهٔ آمریکایی پاریس هیلتون به‌همراهٔ خوانندهٔ ژاپنی رینا ساوایاما می‌باشد. این اثر نیو-دیسکو فرنچ هاوس و تکنو-پاپ در ۲۱ ژوئن سال ۲۰۲۴ از سوی مدیا ۱۱:۱۱ تک‌آهنگ اصلی دومین آلبوم استودیویی پاریس هیلتون با نام آیکان ابدی منتشر گردید.